# Predador (criatura)
Predador (algumas vezes sendo referidos como Yautja )  é uma espécie fictícia apresentada no filme O Predador, de 1987. 
Os Predadores são uma raça extraterrestre cuja civilização parece girar em torno do conceito de caça esportiva com seu próprio código de honra. Eles são apresentados como excelentes caçadores que viajam de mundo em mundo em busca de qualquer presa formidável que eles julguem um desafio à sua altura, geralmente levando os crânios como troféus. 
Eles perseguem e matam suas presas usando um arsenal de armas e dispositivos altamente avançados, combinando equipamentos de alta tecnologia como armas de energia e equipamentos de invisibilidade com ferramentas simples, como lâminas e lanças. 
Entre os predadores existem vários clans como os Borgs, os Super Predadores, entre outros. Os predadores tem conhecimento da linguagem humana e podem falar, mas nos filmes são seres de poucas palavras, embora em jogos e quadrinhos eles dialoguem de forma mais frequente.
Dentre as várias mídias com participação do Predador estão vários crossovers com outras franquias, mais notavelmente, o Alien do mesmo estúdio de O Predador na série Alien vs. Predator.

## Criação
Depois do lançamento de Rocky IV, uma piada em Hollywood circulava dizendo que Rocky Balboa iria ficar sem adversários terrestres e teria de enfrentar um alienígena. Os irmãos Jim e John Thomas se inspiraram nisso para criar um roteiro, originalmente intitulado Hunter (Caçador), centrado na sensação de se sentir caçado, apresentando uma raça de extraterrestres caçadores buscando a espécie mais perigosa, humanos, e "o homem mais perigoso", um soldado combatente.
O desenho original da criatura tinha um longo pescoço, uma cabeça similar à de um cachorro e pernas curvadas como um sátiro, com Jean-Claude Van Damme vestindo o traje. Porém, após seis semanas de filmagem, os produtores decidiram que o traje e seu design não estavam funcionando e pararam por oito meses para recriar o Predador, contratando para isso o artista de efeitos Stan Winston. Enquanto Winston desenhava a criatura em um voo para Tóquio junto de James Cameron, este sugeriu mandíbulas similares às de um inseto, ideia que Winston incorporou.
Para que o novo Predador fosse mais fisicamente intimidante diante do elenco de homens musculosos, foi chamado Kevin Peter Hall, um ator com mais de 2 metros de altura que tinha acabado de interpretar um pé grande em Harry and the Hendersons. Os efeitos vocais vieram do ator de voz Peter Cullen, que criou um som focado em cliques e grunhidos para não forçar sua garganta da mesma forma que ocorreu quando dublou King Kong no filme de 1976.

## Fisiologia
Fisicamente, os Predadores são extremamente resistentes; eles podem resistir a traumas físicos que iriam ferir os humanos gravemente com somente alguma irritação ou inconveniência; sendo ferido apenas levemente por armas de fogo pesado e sendo completamente resistente ao fogo de armas pequenas. Predadores têm eficientes poderes regenerativos, conseguindo se recuperar de ferimentos relativamente rápido. Eles também possuem grande força física em comparação a humanos, dando-os a habilidade de levantar troncos imensos, destruir paredes e atirar seres humanos como bonecos de pano. Para criaturas de seu tamanho eles são bastante rápidos e atléticos, tendo sido vistos pulando longas distâncias, e sobrevivendo a pulos e quedas de grandes altitudes. Eles também possuem alta resistência ao cansaço, sendo capazes de cobrir longas distâncias e realizar atividades de grande consumo de energia, sem quase nunca precisar descansar. Predadores são extremamente altos, com altura variando entre 2.15m e 2.40m.
Sua dieta nunca foi estabelecida, mas, de acordo com o filme Predador 2, são seres carnívoros, ou seja, se alimentam principalmente de carne.
Apesar de lembrarem bastante seres humanos no formato de seus corpos, muitos aspectos de sua anatomia diferem bastante. Eles têm quatro mandíbulas envolvendo suas bocas, dando a eles uma a aparência similar a de um caranguejo, apesar de Michael Harrigan (Danny Glover) em Predador 2 notar sua semelhança com outra anatomia, chamando o de "cara de vagina". Estas mandíbulas parecem estar envolvidas na produção de ruídos usados para comunicação. Outros aspectos que distinguem os Predadores são uma pele escamosa similar às dos répteis terrestres, e a existência do que parecem ser dreadlocks flutuantes e espinhosos em volta de suas cabeças. Em "Alien vs. Predador", um Predador decorado é visto com uma "barba" espinhosa em volta do queixo e dos lados da sua face. Além do exterior, Predadores têm notavelmente um sangue verde luminescente. 
Sua visão é diferente da humana, pois enchergam em infravermelho, mas graças as suas mascaras, eles podem ter uma visão melhor das coisas, como visão de calor e outros modos para caçar suas presas. Mas, se a presa consegue camuflar e abafar o calor de seu corpo, a mesmafica invisivel para ele, como acontece nos dois primeiros filmes.

## Hierarquia e Povo
Como uma raça considerada poderosa no universo, eles vivem em uma sociedade organizada e civilizada. Eles tem um líder, um predador mais velho e mais experiente, que aparece pela primeira vez em Predador 2 e em Alien vs Predador.
Seu planeta é bem quente, com um céu alaranjado e dois Sois e estruturas que parecem edifícios (o que parece ser uma metrópole tribal, as construções parecem uma mistura de asteca, maia e mesopotâmica). O mesmo é mostrado em uma cena rápida de Alien vs Predador 2.

## Filmografia do personagem
- 1987 - Predator
- 1990 - Predator 2
- 2004 - Alien vs. Predator
- 2007 - Alien vs. Predator: Requiem
- 2010 - Predators
- 2018 - The Predator
- 2022 - Prey